# Minas Shopping
Minas Shopping é um shopping center localizado na Avenida Cristiano Machado, região nordeste de Belo Horizonte. Fica localizado em um dos maiores polos comerciais de Belo Horizonte, formado pelo Shopping Minascasa; pelo Minas Shopping; pelo supermercado Assaí Atacadista Minas Shopping; pelo Ouro Minas Palace Hotel e pelo Power Shopping Centerminas. O polo fica na confluência de vias importantes, como a Rua Jacuí, Av. Cristiano Machado e Av. Bernardo Vasconcelos e próximo da Via 710 Leste, que garante boas opções de acesso a partir de outras regiões da cidade.
O shopping foi inaugurado no dia 25 de setembro de 1991. Com 400 lojas e um estacionamento com mais de 3.000 vagas, o shopping ocupa uma área de 85 mil metros quadrados, sendo mais de 117 mil m² de área construída. Atualmente é o quarto maior shopping em área locável do estado.
A empresa administradora é a Ancar Ivanhoe, desde fevereiro de 2024, responsável também por vários outros shoppings no Brasil.
O Minas Shopping foi o primeiro shopping de Belo Horizonte a ter uma estação de metrô na porta - é a 5ª estação de maior movimento da cidade, com fluxo de mais de 50 mil pessoas por dia. O Shopping transformou a região nordeste da cidade num dos principais polos de crescimento e de eventos da capital mineira, trazendo novos empreendimentos para os bairros próximos.